# Jean Vilnet

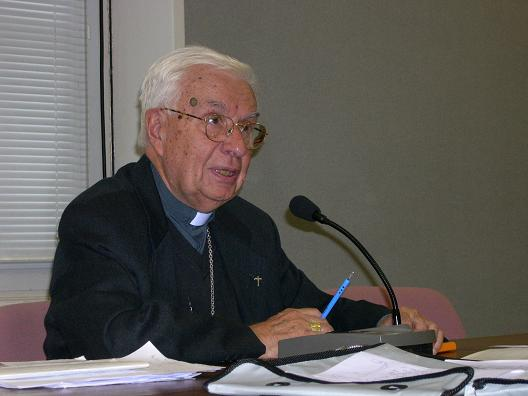
Bischof Jean Vilnet

Jean-Félix-Albert-Marie Vilnet, kurz Jean Vilnet, (* 8. April 1922 in Chaumont, Frankreich; † 23. Januar 2013) war Bischof von Lille.

## Leben
Jean Vilnet studierte am Priesterseminar von Langres und in Paris. Er wurde am Institut Catholique de Paris promoviert und absolvierte ein Diplomstudium an der École pratique des hautes études. Anschließend wurde er von der Gregoriana in Rom in Bibelwissenschaften promoviert. Er ergänzte seine Ausbildung 1949 mit einem Lizentiat in Kanonischem Recht in Lyon. Am 22. Oktober 1944 empfing er die Priesterweihe für das Bistum Langres. Von 1949 bis 1957 war er Professor der Theologie, insbesondere für Exegese an der Theologischen Schule von Langres, von 1957 bis 1964 in Châlons-sur-Marne.
1964 wurde er von Papst Paul VI. zum Bischof des Bistums Saint-Dié bestellt. Die Bischofsweihe spendete ihm am 13. Dezember 1964 der Bischof von Langres, Alfred-Joseph Atton; Mitkonsekratoren waren der Bischof von Montauban, Louis-Marie-Joseph de Courrèges d'Ustou, und der Bischof von Châlons, René-Joseph Piérard. 1983 wurde er von Papst Johannes Paul II. zum Bischof von Lille ernannt. Seinem Rücktrittsgesuch wurde im Jahre 1998 durch Papst Johannes Paul II. stattgegeben.
Vilnet war Teilnehmer der dritten und vierten Sitzungsperiode des Zweiten Vatikanischen Konzils. Er hatte den Vorsitz der Bischofskonferenz von Frankreich von 1981 bis 1987 inne, von 1987 bis 1993 war er Leiter der Kommission für die Einheit der Christen. Er galt als wichtige Persönlichkeit der römisch-katholischen Kirche in Frankreich.

## Ehrungen
Jean Vilnet war Offizier der Ehrenlegion.